# Zethus madecassus
Zethus madecassus är en stekelart som först beskrevs av Schulthess 1907.  Zethus madecassus ingår i släktet Zethus och familjen Eumenidae. Inga underarter finns listade i Catalogue of Life.